# Ferrante Rittatore Vonwiller
Ferrante Rittatore Vonwiller (Milano, 2 febbraio 1919 – Milano, 11 settembre 1976) è stato un archeologo italiano all'Università degli Studi di Milano di Paletnologia, nonché autore di diversi saggi e articoli.

## Biografia
Ferrante Rittatore (solo successivamente aggiunse a quello paterno il cognome materno Vonwiller) nasce il 2 febbraio 1919 a Milano da Angelo Rittatore e Dora Vonwiller, figlia di secondo letto del banchiere svizzero Oscar Vonwiller, proprietario della Banca Vonwiller fondata a Milano da suo padre, e in seguito console onorario di Svizzera. Fin da bambino mostra un'innata passione per l'archeologia, incoraggiato anche dalla madre e dalla zia Luisa Capponi Vonwiller (1864–1947, dal cui primogenito e cugino (Ferrante) prenderà il nome), che lo ospiterà spesso a Villa La Carbonaia (Torsoli). Non a caso uno dei suoi primi articoli scientifici sarà sulle strade nel Chianti settentrionale che aveva così bene conosciuto.
Nel 1933, all'età di 14 anni, realizza il suo primo scavo nei dintorni di Rimini, regalo dei genitori. L'anno successivo collabora alla compilazione della carta archeologica della Maremma tosco-laziale. Frequenta il Regio Liceo - Ginnasio Alessandro Manzoni di Milano, dove sostiene l'esame di maturità nel 1937/1938.
Nel 1937 pubblica Strade nel Chianti settentrionale sulla rivista Studi etruschi, e l'anno seguente Resti etrusco-romani nell'Aretino. Il giovane Ferrante prende l'abitudine di raggiungere il sabato la Maremma in treno, percorrerla a piedi o in bicicletta e rientrare a casa la domenica sera. Frequenta il primo anno della Facoltà di Lettere antiche all'Università degli Studi.
Nel 1939 scopre la prima tomba eneolitica della necropoli di Ponte San Pietro a Ischia di Castro (provincia di Viterbo), i cui scavi continueranno nel 1941, nel 1946, 1948 e successivamente nel 1951, 1954 e 1959.
Nel 1941 parte volontario, come sottotenente di artiglieria, per l'Africa settentrionale. Suo obiettivo personale è raggiungere Alessandria d'Egitto per visitare il Museo archeologico. Ferito in combattimento ad El Alamein nel 1942, viene decorato con medaglia d'argento al valore militare. Nello stesso anno si laurea in etruscologia, a Firenze.
L'8 settembre 1943 è a Rimini, dove riesce a sfuggire ai rastrellamenti tedeschi; da lì con mezzi di fortuna raggiunge Firenze. Qui viene arrestato mentre cerca di rubare armi nella Fortezza da Basso, ed è condannato alla fucilazione come disertore. Riesce nuovamente a fuggire e rientra successivamente nell'esercito italiano al fianco della V armata americana.
Nel 1945 alla fine della Guerra di liberazione è decorato con medaglia di bronzo. Il 9 maggio dello stesso anno sposa Maria Luisa Bastianini (da lui soprannominata Misa), figlia di Giuseppe Bastianini, politico e diplomatico italiano. Ferrante e Maria Luisa avranno cinque figli: Benedetta (1947), Alberto (1949), Letizia (1951) Andrea (1953) e Lavinia (1957).
Nel 1946 scopre in seguito ad alcuni scavi un deposito cultuale della media età del bronzo in una grotta nel territorio di Ischia di Castro (VT), chiamata in onore della moglie, Grotta Misa.
Dal 1947 fino alla fine della sua vita compie importanti scavi archeologici in Maremma, nei territori di Ischia di Castro, di Farnese e dei comuni circostanti, nel cuneese, a Canegrate, a Como e anche in Puglia. Importanti sono i suoi studi sull'aspetto culturale protovillanoviano, di cui scoprì insediamenti e necropoli.
Nel 1953 diventa membro corrispondente dell'Istituto di studi etruschi e italici. È tra gli undici fondatori dell'Istituto italiano di preistoria e protostoria di Firenze nel 1954 e membro del comitato direttivo. Nello stesso anno è membro del comitato organizzativo del Convegno internazionale di paletnologia di Varese.
Nel 1955 è incaricato dell'insegnamento di Etnologia alla Facoltà di Scienze matematiche, fisiche e naturali dell'Università di Milano, fino al 1958, quando sarà incaricato dell'insegnamento di Paleontologia umana e Paletnologia, incarico che manterrà fino al 1968.
Nel 1960 scopre la necropoli preromana della Ca' Morta (Como) e nel 1962 diventa direttore del Museo archeologico "Paolo Giovio" di Como. Organizza la mostra "Como preromana e le sue necropoli - La civiltà del Ferro alla Ca' Morta".
Nel 1965 viene nominato direttore scientifico del Centro studi preistorici ed archeologici di Varese. Organizza il nuovo allestimento del Museo archeologico di Como. Scopre un'importante iscrizione in caratteri nord-etruschi a Leno Lucone (Polpenazze, provincia di Brescia) e nello stesso anno a Castelfranco Lamoncello (Ischia di Castro, VT) un sepolcreto protovillanoviano.
Gli viene conferito l'incarico dell'insegnamento di paletnologia alla Facoltà di Lettere e filosofia dell'Università di Milano nel 1967, pur mantenendo anche l'incarico alla Facoltà di Scienze per l'anno accademico 1967/1968. È presidente della Società Archeologica Comense dal 1969. Nel 1971 con l'assessore alla cultura di Manciano progetta l'apertura di un museo locale che verrà realizzato solo nel 1987.
Nel marzo del 1972, dopo la distruzione di resti insediativi e di tumuli dell'età del bronzo a Crostoletto di Lamone (Ischia di Castro), durante un sopralluogo per esaminare la possibilità di limitare i danni, ha un grave incidente d'auto; è ricoverato per sei settimane a Orvieto.
Nel 1975 riceve la cittadinanza onoraria di Ischia di Castro. Decide di lasciare l'insegnamento per dedicarsi al riordino dei risultati del suo lavoro di ricerca e agli scavi. Nel 1976 a causa di un'ulcera perforata, viene operato d'urgenza. Pochi giorni dopo l'operazione subentrano complicazioni polmonari irreversibili. L'11 settembre Ferrante Rittatore Vonwiller muore, dopo settimane di terapia intensiva.

## Onorificenze
Nel 2002 gli è stato intitolato il Museo civico di Farnese, che raccoglie le testimonianze materiali e naturalistiche del territorio di Farnese, con particolare riferimento alla Selva del Lamone.
A Canegrate gli viene dedicato il museo archeologico.